# Nedre Flattsjön
Nedre Flattsjön är en sjö i Ljungby kommun i Småland och ingår i Helge ås huvudavrinningsområde.